# Татарское Азелеево
Татарское Азелеево — село в Зеленодольском районе Татарстана. Входит в состав Русско-Азелеевского сельского поселения.

## География
Находится в западной части Татарстана на расстоянии приблизительно 36 км по прямой на юг-юго-запад от районного центра города Зеленодольск в правобережной части района.

## История
Известна с 1567 года как деревня Азилеева. В 1907 году была построена мечеть.

## Население
Постоянных жителей было: в 1782 году — 52 души мужского пола, в 1859 — 174, в 1897 — 385, в 1908 — 465, в 1920 — 422, в 1926 — 394, в 1938 — 290, в 1949 — 393, в 1958 — 321, в 1970 — 224, в 1979 — 161, в 1989 — 122. Постоянное население составляло 94 человека (татары 96 %) в 2002 году, 73 — в 2010.